# Василевка (Любимовская поселковая община)
Василевка (укр. Василівка) — село в Любимовской поселковой общине Каховского района Херсонской области Украины.
Население по переписи 2001 года составляло 1456 человек. Почтовый индекс — 74820. Телефонный код — 5536. Код КОАТУУ — 6523580501.

## Местный совет
74820, Херсонская обл., Каховский р-н, с. Василевка, ул. Карла Маркса, 36